# George Mifflin Dallas
George Mifflin Dallas (10 juillet 1792 – 31 décembre 1864) est un juriste, diplomate, et homme politique américain, sénateur de Pennsylvanie et le onzième vice-président des États-Unis d'Amérique, sous James K. Polk.

## Biographie
Dallas nait à Philadelphie et est diplômé du College of New Jersey (désormais Princeton) en 1810. Il est admis au barreau en 1813 et travaille comme secrétaire particulier d’Albert Gallatin lors de son ambassade en Russie. Dallas revient aux États-Unis en 1814 et pratique le droit à New York. Il est avocat de la Second Bank of United States de 1816 à 1817. Il retourne à Philadelphie où il est nommé assistant du procureur en 1817. Maire de Philadelphie du 21 octobre 1828 au 15 avril 1829, Dallas est procureur fédéral pour le district est de la Pennsylvanie de 1829 à 1831. Il est élu en tant que démocrate au Sénat — pour remplacer Issac D. Barnard (en) à la suite de sa démission — poste qu’il occupe du 13 décembre 1831 au 3 mars 1833. Il est président du comité des affaires maritimes mais ne se représente pas.
Dallas reprend sa carrière de juriste. Il est procureur général de l’État de Pennsylvanie de 1833 à 1835. En 1835 il est également Grand-Maître chez les francs-maçons de Pennsylvanie. Le président Martin Van Buren le nomme ambassadeur en Russie de 1837 à 1839, poste qu’il quitte à sa propre demande. Il est élu vice-président en 1844 — sur le ticket démocrate au côté de James K. Polk — poste qu’il occupe du 4 mars 1845 au 3 mars 1849, et alors que l'ancien président Polk meurt le 15 juin suivant.
Dallas est nommé ambassadeur au Royaume-Uni par le président Franklin Pierce de 1856 à 1861. Il revient à Philadelphie où il meurt la même année.
Le comté de Dallas dans l'Iowa et celui du Texas sont nommés d'après lui ainsi que plusieurs villes et localités américaines dont Dallas en Géorgie, Dallastown et Dallas, en Pennsylvanie et Dallas, siège du comté de Polk en Oregon. Il reste un doute sur l'origine du nom de la ville de Dallas au Texas pour savoir si elle a été nommée en l'honneur du vice-président, de son frère, Alexander J. Dallas officier de l'US Navy tué en service (qui donna son nom à Fort Dallas en Floride) ou de son père Alexander J. Dallas, ancien secrétaire du Trésor des États-Unis.
George Mifflin Dallas est aussi l’oncle du physicien Alexander Dallas Bache (en) (1806-1867) et l’arrière-arrière-grand-oncle du sénateur de Rhode Island Claiborne Pell (1918-2009).